# Nikołaj Mordwinow
Nikołaj Dmitrijewicz Mordwinow (ros. Никола́й Дми́триевич Мордви́нов; ur. 1901, zm. 1966) – radziecki aktor filmowy. Ludowy Artysta ZSRR. Laureat Nagrody Stalinowskiej. Pochowany na Cmentarzu Nowodziewiczym w Moskwie.

## Wybrana filmografia
- 1935: Cygańskie szczęście[2]
- 1941: Maskarada[3]
- 1942: Kotowski[4]

## Nagrody i odznaczenia
- Nagroda Stalinowska
- Ludowy Artysta ZSRR